# Pump It Up
Pump It Up — общее название линейки музыкальных игровых автоматов, производимых корейской компанией Andamiro. Pump It Up (часто сокращается до аббревиатуры PIU или просто до Pump) является музыкальной ритм-игрой того же типа, что и Dance Dance Revolution от компании Konami.

## Игровой процесс
Игровой процесс очень прост. На экране автомата в такт музыке снизу вверх движутся игровые объекты — стрелки. Их направление соответствует направлению стрелок, нанесённых на панели танцевального пада. Суть игры — «сбивать» стрелки, которые совместились с «мишенью» (шаблоном стрелок вверху экрана), нажимая на соответствующие кнопки танцевального пада ногами. Песням в игре на каждом уровне сложности соответствует строго определённая последовательность стрелок, которая называется «степчарт» (англ. stepchart). Степчарт может состоять из комбинаций обычных стрелок, а также двойных и тройных (прыжков) (а иногда даже большего их количества, требующего нажатия как ногами, так и руками) и протяжек/фризов/холдов (англ. freeze arrows / holds). Двойные стрелки требуют одновременного нажатия двух соответствующих панелей на танцевальной платформе, что вынуждает игроков подпрыгивать таким образом, чтобы в момент приземления ноги одновременно нажимали обе нужные панели. Протяжки обычно представляют собой растянутые стрелки, которые требуют от игрока продолжительного нажатия на соответствующую панель(и) до тех пор, пока вся стрелка не минует полупрозрачный трафарет.
Компьютер оценивает действия игрока, основываясь на «точности» нажатия — временного интервала между нажатием и прохождением стрелки по «мишени». При этом автомат показывает оценку нажатия: «Perfect», «Great», «Good», «Bad» или «Miss». Автоматом также ведётся подсчёт комбинаций (или «комбо») — количества оценок «Perfect», «Great» и «Good», полученных игроком подряд. Оценка «Good» не обнуляет счётчик комбо, в отличие от «Bad» или «Miss», но также и не прибавляет баллов к его значению, как это делают «Perfect» и «Great». Ещё на экране отображается «полоса жизни», также известная как «лайфбар» (англ. lifebar), которая показывает шансы игрока пройти ту или иную песню. Изначально уровень лайфбара устанавливается в 50 % и повышается при получении результатов, эквивалентных оценкам «Perfect», «Great»; не изменяется при оценках «Good» и уменьшает своё значение при «Bad» и «Miss». Если отметка лайфбара падает до 0 %, то трек считается проигранным. Данную опцию, известную как Stage Break, настраивают владельцы автоматов, и её можно отключить, чтобы игрок мог играть дальше даже при падении лайфбара до нуля. Однако отключение данной опции не отключает автоматический проигрыш, если игрок получил подряд 51 оценку «Miss». После проигранной песни игра считается законченной. Чем лучше игрок выполняет последовательность движений, предлагаемых автоматом, и чем меньше допускает пропусков, тем лучше оценку он получает и дольше остаётся в игре, однако только до тех пор, пока не заканчивается отведённое количество песен, обычно 3 или 4.

### Типы игры
Основные типы игры менялись от версии к версии автомата. С 1999 года автоматы имеют три стандартных типа игры: обычный аркадный (который включает режимы Normal, Hard, а также Double), Nonstop Remix и Battle. В мае 2000 года в аркадном типе добавляется режим Crazy.
С версии Exceed, вышедшей в 2004 году, эти три типа игры поделены на «игровые станции»: Easy/Training, Arcade, Remix, Mission Station.
С момента выхода версии NX песни группируются по станциям, внутри которых возможна игра на определённых режимах (Arcade Station — Normal, Hard, Crazy, Freestyle, Nightmare; Special Zone — Full Song, Remix, Another; и World Tour — станция, в которой необходимо проходить своеобразные миссии).
С выходом Pump It Up NX2 среди режимов игры появляется WorldMax, где игроку предлагается путешествовать по обширной «карте», выполняя различные задания. Начиная с версии Fiesta, вышедшей в 2010 году, игра разделена на два основных режима — Easy Mode, в котором проще ориентироваться начинающим игрокам, и Full Mode, в котором у игроков появляется возможность играть больше песен и пользоваться режимом миссий, который заменил собой режим WorldMax.

### Стили игры
В PIU можно выделить два основных стиля игрового процесса: техническая игра (также известная среди игроков как «техника»), основной целью которой является зарабатывание максимально возможного количества очков за прохождение песен, и фристайл (не следует путать с режимом игры — Freestyle) — своего рода показательные выступления, которые в первую очередь ориентируются на внешний вид исполняемого танца и лишь потом — на правильное и своевременное нажатие стрелок. Выступления игроков оценивает жюри по специальной системе.

### Модификаторы
Для того, чтобы сделать прохождение песен легче, а также для разнообразия игрового процесса, используются специальные модификаторы. Для того чтобы их активировать, необходимо в определённой последовательности нажать кнопки контроллера во время выбора песни. При успешной активации модификатора можно услышать характерный звук и на экране сбоку появится специальная картинка.
Неполный список модификаторов:
- Speed/Auto Velocity (AV) — изменяют скорость, с которой стрелки будут пролетать по экрану, соответственно BPM трека и установленному множителю, который можно регулировать, начиная с версии Fiesta, от 1 до 6,5 с шагом 0,5. Удобно для игры медленных песен, или сложных степчартов с очень плотной последовательностью стрелок. Режим Auto Velocity впервые появился в версии Prime 2 и позволяет установить постоянную скорость движения стрелок, без необходимости постоянно менять множитель.
- Vanish (V) / Appear (AP) / NonStep (NS) — при использовании модификатора Vanish стрелки исчезают с экрана, доходя до его середины. Модификатор Appear действует наоборот, заставляя стрелки появляться с середины экрана. Модификатор NonStep делает все стрелки невидимыми, и трек можно сыграть только по памяти.
- Mirror (M) / RandomStep (RS) — Mirror зеркально изменяет последовательность стрелок, RandomStep изменяет её случайно и заранее неизвестным способом.
- Freedom (FD) — делает шаблон для стрелок невидимым.
- Earthworm (EW) — быстро и многократно изменяет скорость движения стрелок, что внешне напоминает движение червя.
- Acceleration (AC) /Decceleration (DC) — плавное изменение скорости стрелки от момента появления на экране до момента наложения с шаблоном.
- Under Attack (UA) / Drop (DR) — меняет направление движения стрелок, будто экран перевёрнут с ног на голову. Drop же просто меняет расположение трафарета, заставляя стрелки двигаться сверху вниз.
- Flash (FL) — активирует постоянное мигание стрелок и трафарета, как фонарик, который показывает их на экране только на короткие промежутки времени.
- Exceed Mode (X) — стрелки движутся не вертикально вверх, а по диагонали со стороны другого игрока. Впервые использован в версии Exceed.
- NX Mode (NX) — шаблон находится в середине экрана, а стрелки как бы «улетают» вдаль. Впервые использован в версии NX.
- BGA Off/BGA Dark — появился в версии Fiesta и позволяет отключить видеоролик, идущий на экране на заднем плане игрового процесса, что может помочь при ситуациях, когда стрелки сливаются с фоном, мешая нормальной игре. В версии Prime 2 заменён на BGA Dark, не отключающий ролик, но затемняющий его.
- Judge (HJ, JR) — появился в версии Fiesta, позволяет настроить строгость оценки точности попаданий. При включении HJ попасть в «Perfect» становится немного сложнее, а так же легче допустить ошибку. Режим JR — в основном шуточный и используется только в некоторых миссиях. Он меняет отображаемую оценку на противоположную, то есть при «Perfect» на экран выводится «Miss», а при «Bad» — «Great».
- Rank Mode — появился в версии Prime и представляет собой усложнённый режим игры, включающий настройку Judge в режим VJ, более сложный в сравнении со стандартным режимом и HJ, также в этом режиме нельзя выключать/затемнять фоновое видео, играть треки сложностью ниже 13 (как Single, так и Double) и вне зависимости от настроек автомата включён Stage Break. В данном режиме игрок может проверить свою истинную точность и получить больше очков в сравнении с обычным режимом игры.

## Версии[1]
Приведённый список содержит только аркадные издания, не содержит бета- и демоверсий, неофициальных и неизданных версий. Также в списке отсутствуют автоматы линейки Pump It Up Pro и Infinity.

### 1st Dance Floor / Только в Ю. Корее / Август 1999
Самая первая версия игры, содержала в себе 15 треков для игры в обычном режиме, 4 ремикса и 4 трека для режима Battle.

### 2nd Dance Floor / Только в Ю. Корее / Декабрь 1999
Второй выпуск игры, в который вошли из ранее использованных 4 трека и 1 ремикс, добавлено 17 новых треков и 6 ремиксов.
Использован интерфейс предыдущей версии. Один из ремиксов изначально закрыт и может быть открыт только специальным кодом.
Для игры в режиме Nonstop Remix Double необходимо ввести специальный код, находясь в режиме игры Nonstop Remix.

### 3rd Dance Floor O.B.G. (Oldies But Goodies) / Только в Ю. Корее / Май 2000
Первая версия, в которой представлен режим Crazy, хотя для его открытия требовался специальный код. Тот же код требовался для режима Crazy в стиле Nonstop Remix, но аннулировался при использовании кода для стиля Nonstop Remix Double.
Практически полностью обновив список песен, этот выпуск игры вернул много хорошо известных хитов 90-х годов. Из общего списка в 23 трека только 2 из них взято из предыдущих версий, и оба — с обновлёнными и усложнёнными степчартами: Extravaganza и Another Truth. В число 7 ремиксов входил скрытый ремикс из 2nd Dance Floor (который в этой версии перестал быть скрытым), но также с изменённым степчартом.

### 3rd O.B.G. SE (Season Evolution) / Только в Ю. Корее / Сентябрь 2000
В этой версии мало изменений по сравнению с предыдущей. Интерфейс остался прежним. Добавлены 14 треков и 1 ремикс, а также несколько ранее использованных ремиксов.

### The Collection / Только в Ю. Корее / Октябрь 2000
Несмотря на отсутствие новых песен, в этой версии были представлены все 66 песен и 18 ремиксов из предыдущих частей.

### Perfect Collection / Только в Ю. Корее / Декабрь 2000
В этой версии представлены все ранее использованные песни. Кроме того, добавлено 17 новых, что в сумме составляет 83 песни и 18 ремиксов.
Интерфейс схож с предыдущей версией, но режим Crazy доступен без ввода специального кода. Кроме того, меню выбора песен представлено в виде ленты с наклонными изображениями, на которых написаны названия песен. Версия Perfect Collection позднее была выпущена для PC, но использовался интерфейс, схожий с версией Premiere (описана ниже).

### EXTRA / Только в Ю. Корее / Февраль 2001
Этот выпуск достаточно уникален: название режима Crazy изменено на Extra Expert (или XX для краткости), представлен новый интерфейс, новый Double-режим (XX Double) и холды (стрелки, требующие продолжительного давления на игровую панель).
В этом изменённом интерфейсе синие стрелки (кнопки) используются для выбора песни, как обычно, а красные меняют режим игры. При игре в одиночку есть возможность выбора песни из любого режима (кроме режима Battle, доступного только при игре вдвоём).
Эта версия была произведена компанией F2 System, которая в 2000 году выпустила танцевальную игру TechnoMotion. Две песни в этой версии введены компанией F2: Holiday и Can Can. Can Can позже появился в канале K-Pop в версиях до Exceed, несмотря на то, что был специально сочинён для Pump It Up. Позже, начиная с версии Exceed 2, он был перемещён в канал BanYa.

### The Premiere / Июль 2001
Первый международный выпуск. Представлено 6 новых песен (все — обработки восточноазиатских поп-песен) и присутствует 81 композиция из старых версий (другими словами, почти все ранее использованные песни, за исключением ремисков). Несколько песен были переименованы и получили английское название.
Был изменён интерфейс: синие стрелки (кнопки) также используются для выбора песен, но на экране виден только один трек, выбор которого подтверждается центральной кнопкой. Красные стрелки (панели) использовались только для ввода кодов, ставших легче для запоминания. Кроме того, для скоростных модификаторов введён единый код (вместо разных кодов для разных скоростей).
Специальный бразильский выпуск включал в себя дополнительно 6 поп-песен на английском языке и 8 — на португальском.

### The PREX / Октябрь 2001
Новый выпуск, название которого образовано объединением The Premiere и Extra. Содержит 87 песен из The Premiere и 22 песни из Extra (не были включены ремиксы и новая версия песни First Love группы Clon).
Интерфейс взят из версии The Premiere.

### Rebirth / Только в Ю. Корее / Март 2002
В корейском выпуске представлен немного изменённый интерфейс из The Premiere: изменены коды и способ переключения между режимами Easy, Hard and Crazy (изменение режима игры из других — невозможны).
Были представлены два новых режима: Division и Half-Double. К несчастью для любителей режима Division, он не использовался в последующих версиях игры, кроме Premiere 2.
В этой версии аппарата представлены 36 новых треков и ни одного старого. Хотя это и был корейский выпуск, режим Nonstop Remix не был включён.
Эта версия выпущена в Корее только с новыми песнями, в то время как на международный рынок несколькими месяцами позже был выведен Premiere 2, включающий большинство песен из The Premiere с добавлением 36 новых песен. Таким образом, Rebirth весьма быстро оказался устаревшим по сравнению с Premiere 2.

### Premiere 2 / Март 2002
Дополненная версия Rebirth для международного рынка. Представлено 36 новых треков из Rebirth и 66 старых треков из The Premiere. Отсутствуют новые песни из Extra, появившиеся в The PREX.

### PREX 2 / Февраль 2003
Международный выпуск, в котором с заново представленными песнями из Extra объединены большинство композиций из Rebirth, в сумме — 93 композиции.

### Premiere 3 / Март 2003
Международный выпуск представлен с подобным Extra интерфейсом и двадцатью новыми песнями, все из американской и латинской поп-музыки, что вызвано увеличением популярности PIU в Латинской Америке, особенно в Мексике
Тем не менее, в игре представлено 36 старых песен (что в сумме составляет 56), и 16 из 20 новых — песни неизвестных авторов (за исключением Conga исполнительницы Gloria Estefan) с достаточно простыми степчартами, что даёт основания некоторым фанатам считать эту версию аппарата самой худшей из всех выпущенных.

### PREX 3 / Август 2003
Эта версия — продолжение Premiere 3, в которой представлено 3 новые песни и несколько песен, в прошлом не вошедших в Premiere 3. Использует тот же интерфейс, что и The Premiere 3. В общей сложности, в этой версии игры 76 песен, включая четыре американские рэп-композиции (Burning Krypt, Can You Fell Dis Or Dat, DJ Nightmare, You Don’t Wanna Runup).
Кроме новых песен, в этой версии были возвращены песни группы Banya, — Hypnosis и Ignition Starts — появившиеся ещё в первой версии игры и никогда ранее не появлявшиеся в международных выпусках, изменены некоторые степчарты старых песен и введён новый режим, -
Nightmare — поднимавший сложность игры на новый уровень.
Кроме того, для этого выпуска были получены несколько лицензий на некоторые популярные во всём мире композиции (Shakira — «Objection», Thalia — «It’s My Party», No Doubt — «Just a Girl», Madonna — «Music», Metallica — «Master of Puppets»), которые присутствовали в бета-версии игры, но в релизной версии они были убраны из списка песен.
Корейский релиз данной версии был задержан и состоялся только в октябре 2003 года.

### Exceed / Апрель 2004
| Сводный рейтинг | Сводный рейтинг | Сводный рейтинг |
| Издание         | Оценка          | Оценка          |
| Издание         | PS2             | Xbox            |
| --------------- | --------------- | --------------- |
| GameRankings    | 74,47 %         | 77,06 %         |

Exceed — 10-й выпуск игры, в котором представлен совершенно новый стиль интерфейса, в котором песни распределены по трём «каналам» («channels»): BanYa, Pop и K-Pop. Красные стрелки (кнопки) использовались для переключения между каналами, синие — для выбора песни. После того, как была выбрана песня, выбирался уровень сложности (режим). Использовалось новое аппаратное обеспечение, позволяющее усилить и ускорить некоторые моменты в игре. Также Exceed позволял операторам запрещать (блокировать) некоторые песни, которые они считали неуместными. В этой версии представлены 24 новые песни (включая скрытую Monkey Fingers), что в общей сложности составляло 102 композиции (с учётом возвращённой из 2nd Dance Floor песни Fighting Spirits).

### Exceed 2 / Ноябрь 2004
В Exceed 2 добавлено только 18 новых песен. Главное нововведение произошло в интерфейсной части. Появились игровые станции (Stations): Arcade, Battle и Remix. В Arcade Station включены пять основных режимов игры. Battle Station — специальный режим для матчей, представляющий специальные для этого возможности. Для игры требуется один кредит, но играть могут два игрока, хотя всего одну песню из списка ремиксов. Список модификаторов в этом режиме зависит от режима соревнования ('Minesweeper', 'Item Battle').
Кроме того, нонстоп-ремиксы и полные версии песен вынесены в отдельную станцию — Remix Station. В этом режиме могут быть сыграны только 2 песни, но, если пройти их в режиме Crazy или Nightmare и в обоих случаях получить оценку S, откроется бонусная песня Raw — музыка из заставки Exceed 2, в поздних версиях названная Exceed2 Opening.
В общей сложности, в этой версии представлены 18 новых песен, 10 возвращённых, 7 ремиксов, 2 полные версии, что в сумме составляет 136 композиций.

### Zero / Август 2005
В Zero представлен совершенно новый интерфейс. Во время выбора трека осуществляется просмотр фонового видеоряда песни, два игрока могут играть одну и ту же песню на разных уровнях сложности. Также в Zero имеется режим Easy Station с облегчённым интерфейсом и лёгкими песнями, хорошо подходящих для начинающих игроков. В Mission Station содержится подборка песен, которые играются по определённым изменённым правилам — заданиям. Успешное прохождение миссий позволяет открывать скрытые песни.
Режим Another включает в себя песни с изменённым степчартом (как правило, резко отличающегося от оригинального), что зачастую повышает сложность песен (например, Love is a Danger Zone 2 Another Nightmare просто невозможно пройти без помощи второго игрока).
В списке песен аппарата около 130 композиций, 25 из которых — новые.

### NX (New Xenesis) / Ноябрь 2006
Pump it Up New Xenesis (сокращённо NX) — новый виток в серии Pump It Up. В нём представлен новый интерфейс, 29 новых песен и новая станция (station) — Special Zone, в которой находятся все ремиксы, полные версии песен и Another-версии. Разработкой NX занималась компания Nexcade. Она заменила Freevolt Team, которая работала над созданием Exceed, Exceed 2 и Zero.
Новые песни добавлены в отдельный канал New Tunes в Arcade Station. Новый для аппарата режим World Tour представляет собой набор из 64 миссий по 3 песни в каждой. Для успешного прохождения необходимо пройти песню с определёнными условиями (например, количество ошибок не должно превышать определённого числа и т. п.). Успешное прохождение миссий позволяет открывать закрытые песни. В Remix Station были сохранены все Another-версии песен из Zero.
Кроме этого, с выходом этой версии появился и новый корпус аппарата, получивший название FX. FX отличается характерным футуристическим дизайном и 42-дюймовым плазменным экраном. В списке песен появились композиции Yahpp, отделившегося от музыкального коллектива BanYa (Chimera, Arch of Darkness, Final Audition Ep. 2-1/2-2, Witch Doctor #1 и Fire).

#### Уровни сложности песен
В NX используется новая символьная система оценки сложности песен. Используются звёздочки, черепки и значки «?». Одна звезда соответствует двум уровням сложности (соответственно, половинка звезды — одному уровню), семь звёздочек соответствуют максимальной для этого символа сложности в 14 пунктов. Для уровней выше 14-го и используются символы-черепки (один черепок добавляет один пункт сложности). Уровень «????????» рассчитан на очень сложные песни или песни, невозможные для прохождения одним игроком.

### NX2 (Next Xenesis) / Декабрь 2007
Pump it Up Next Xenesis 2 (сокращённо NX2) — 20-й аркадный выпуск в серии Pump It Up. NX2 — это расширение линейки NX, но с определёнными изменениями. 29 песен из канала New Tunes в NX были распределены по соответствующим каналам и заменены тридцатью новыми композициями, однако в корейской версии присутствует ещё одна лицензированная для этого выпуска песня — Wonder Girls — «Tell Me». В эту версию также включены 5 песен из Pump It Up Pro.
Две песни, Yahpp — Solitary 1.5 и Hot Potato’s — No Despair открыты для игры только с использованием специального USB-накопителя, который помимо этого используется для сохранения результатов прохождения в режиме WorldMax и для системы internet ranking’а.
3 песни за игру — в отличие от ранних версий, в которых была возможность сыграть до 4 песен в Arcade Station, в NX2 максимальное количество песен за одну игру в этом режиме уменьшилось до 3. Согласно заявлениям Andamiro, это сделано по просьбе аркад, считавших игру в четыре песни слишком долгой.
Расширение Training Station — в NX2 в Training Station, помимо 20-ти уроков из NX, добавлены ещё 20, позволяющих практиковаться даже в одном из самых сложных режимов игры — Nightmare. В последних уроках цвет указателей-стрелок изменён в зависимости от того, какой ногой нужно нажимать необходимую кнопку (красные — левой ногой, синие — правой, жёлтые — любой). Это сделано для удобства изучения техники поворотов.
Интерфейс Arcade Station — схож с NX-версией, но слегка дополнен. Для каждой песни показан максимальный достигнутый результат для каждого режима, имя игрока, достигшего максимального результата, и потребляемое количество калорий/кислорода.
«Интернационализация» — начиная с NX2 во всех аппаратах поддерживается четыре языка: английский, корейский, испанский и португальский. Тем не менее, на заставках некоторых песен остаются названия на корейском языке.
WorldMax
Помимо новых песен и изменений в интерфейсе, главным нововведением в NX2 стала USB-система в режиме WorldMax. Использую специальную персональную флешку, игрок может сохранять степень прохождения WorldMax и открывать закрытые ранее песни. В этом режиме необходимо пройти 333 миссии и 8 боссов. В награду за пройденную миссию игрок получает «мили», которые можно использовать как для открытия новых песен, так и для необходимых изменений в самих миссиях. В отличие от World Tour в NX режим WorldMax больше рассчитан на индивидуальную игру. Система позволяет продолжить прохождение этого режима и на другом аппарате NX2.

### NXA (NX Absolute) / Ноябрь 2008
NXA — это последний шаг в развитии линейки NX. В этой версии добавлены 26 новых песен, 17 ремиксов, 17 полных версий песен, а также 4 скрытые песни, представленные несколькими месяцами позже, как часть рекламной кампании. Три новых трека можно найти только в режимах Easy Station и WorldMax. Ещё одна новинка (Trato De No Trabarme) является скрытой песней только в режиме Full Song. Песня Wonder Girls — Tell Me впервые представлена в международной версии. В сумме, не считая ремиксов, автомат содержит 34 новые композиции. Однако отличий между списками песен в NXA и NX2 существенно больше: были убраны многие старые песни из Zero и NX. Существенная часть старых песен коллектива BanYa появляются эксклюзивно в режиме WorldMax.
Набор миссий WorldMax в NXA продолжен на основе набора миссий из NX2, увеличивая их число вдвое: полностью пройденный WorldMax из NX2 соответствует 42,6 % WorldMax’а из NXA. Разница в процентах прохождения (42.6 вместо предполагаемых 50) объясняется тем, что некоторые песни были убраны из этой версии и в WorldMax заменены другими, хоть и с теми же заданиями в миссиях.
Новый для этой версии режим — Brain Shower. Здесь игроку предлагаются умственные упражнения на счёт, наблюдательность и память. Песни в этом режиме поделены на 10 уровней сложности в трёх категориях.
В отличие от Training Station в NX2, Easy Station в NXA позволяет играть двум игрокам и имеет гораздо больший выбор песен, имеющих уровень сложности от 1 до 9.

### 2010 Fiesta / Март 2010
Pump It Up Fiesta — своеобразный перезапуск серии Pump It Up в честь 10-летия с момента выхода первой версии, о чем и говорится в подзаголовке игры — 10th Anniversary Version. Эта версия значительно отличается от игр, принадлежащих к под-серии NX. Во-первых, убраны отдельные режимы Easy Station, Arcade Station, Remix Station и WorldMax, теперь в игре только два основных режима — Easy Mode и Full Mode. Игра автоматически начинается в режиме Easy Mode, переходя в режим Full Mode посредством ввода специального кода на платформе или при наличии USB-накопителя, которые теперь могут быть практически любыми, а не только специальными от Andamiro. Вместе с игрой также были представлены новые типы корпусов, заменившие FX — CX и TX, отличающиеся размерами, подсветкой и экранами. TX обладает плазменным экраном размером 50 дюймов, а CX, как более дешёвый и компактный вариант — 42 дюйма, как на FX.
Также изменена система оценки треков, вернувшись обратно к цифровым обозначениям, без звёздочек и черепков. Другое большое изменение, привнесшее новые возможности — у треков теперь могло быть любое количество степчартов как Single, так и Double. Вместе с этой версией была добавлена поддержка UCS (User Custom Step) — степчартов, которые игроки могут делать сами на любые имеющиеся треки в автомате, используя специальную программу на компьютере и USB-накопитель для хранения информации об этих чартах. Также USB-накопители использовались для установки регулярно выходивших патчей, которые добавляли новые треки и степчарты. Последний патч, вышедший для Fiesta — 1.20. Так же с этой версии игры был добавлен режим Short Cut, в котором игроку, даётся возможность поиграть короткие композиции длиной около минуты. Отныне строгое максимальное количество треков было заменено на систему «сердец», которые даются игроку в начале игры. За обычный трек у игрока отнимается 2 сердца, за Short Cut — 1, за Remix — 3, а за Full Song — 4. В случае получения на треке оценки A (или выше) игроку возвращается 1 сердце, если он играл обычный трек или Remix, или же 2, если он играл Full Song. В случае получения оценки B или ниже сердца не возвращаются.
В режиме Easy Mode игрокам даётся возможность выбрать только треки из ограниченного набора, сложность и изменить скорость движения стрелок. Перейдя в режим Full Mode, игрок обнаружит гораздо больший выбор треков и степчартов, а также новое меню опций, в котором все необходимые модификаторы можно выставлять, не вводя сложных комбинаций на платформе. В Full Mode можно выбирать треки, сортируя их по версиям, в которых они появлялись, по жанру (Original Tunes, K-Pop, World Music) и по типу трека (Normal, Short Cut, Full Song, Remix). Режим WorldMax в данной версии превратился в меню Mission Zone, доступное только в Full Mode и при наличии USB-накопителя.

### 2011 Fiesta EX / Январь 2011
Изначально запланированное как большое обновление к Fiesta, Fiesta EX впоследствии стала отдельной игрой, продолжая серию. Изменения, произошедшие в этой версии, уже не такие революционные в сравнении с Fiesta, и больше были направлены на улучшение интерфейса, поддержки USB-накопителей и устранение ошибок. Начиная с этой версии игры, разработчики перешли на двухлетний цикл разработки и поддержки игры, а не однолетний, как было в серии, начиная с Exceed 2. Как и в предыдущей версии, со временем выпускались патчи, привносящие новые треки и степчарты. Последний патч для Fiesta EX — 1.51.

### 2013 Fiesta 2 / Ноябрь 2012
Fiesta 2 — одна из самых популярных версий игры в серии, до сих пор широко распространённая по миру. Как и в случае в Fiesta EX, основные изменения были направлены на улучшение интерфейса и устранение ошибок. Последний патч для Fiesta 2 — 1.61.
Впоследствии стала главным вдохновением для фанатов при создании симулятора игры для Windows — StepF2, основанного на StepMania и имеющего интерфейс, практически идентичный оригинальной игре.

### 2015 Prime / Ноябрь 2014
В конце 2014 года, когда уже было ясно, что серию нужно развивать большими шагами, чтобы не отставать от главного конкурента, появилась новая версия игры — Pump It Up Prime. Начиная с этой версии, игра получила поддержку вывода изображения в формате HD 16:9, при этом сохраняя совместимость со старым стандартом вывода изображения 640х480 (4:3), потому что многие старые корпуса имели экраны, не поддерживающие высокое разрешение. Другим крупным нововведением стал Rank Mode, третий режим, являющийся усложнённым Full Mode, дающий игрокам большую соревновательную составляющую, заставляя их играть не только на скорость, но и на точность. Начиная с этой версии, режим Rank Mode стал обязательным при участии на чемпионате WPF (World Pump Festival).
Игра стала больше ориентирована на онлайн-составляющую — отныне USB-накопители больше не хранят информацию о профилях игроков внутри себя, а имеют только небольшой файл со специальным идентификатором, по которому автомат, при наличии подключения к интернету, загрузит информацию об игроке и все его достижения, включая разблокированные песни и степчарты, с сервера игры. 29 сентября 2016 года вышел последний крупный патч, 1.21. Серверы Pump It Up Prime были отключены 30 июня 2017 года, тогда же вышел микро-патч 1.22, открывающий возможность играть весь контент, ранее доступный только при наличии онлайна и профиля в игре.

### 2017 Prime 2 / Ноябрь 2016
Продолжение развития серии Prime привнесло в игру новые возможности и новые треки. Вместе с данной версией игры был представлен новый тип корпуса — LX, самый большой и яркий из всех, показанных ранее, обладающий экраном в 55 дюймов. Самая главная особенность — появление в игре поддержки NFC-ридеров и специальных карт AM.PASS, которые заменяют собой USB-накопители для доступа к онлайн-профилю. Сама поддержка USB не убрана и «флэшки» также могут использоваться. Второе нововведение — модификатор Auto Velocity (AV), позволяющий настраивать скорость движения стрелок по экрану максимально точно, позволяя игроку отказаться от компромисса при выборе между двумя множителями скорости и сразу выбрать комфортное значение. Третья важная функция — режим соперников (англ. Rivals), позволяющий записать троих игроков, имеющих профили в игре, в свои соперники и иметь возможность сравнивать свой результат с их результатами прямо во время игры. Также игра теперь может обновляться не только с помощью установки патчей через USB-накопитель, но и скачивать их из сети при наличии стабильного интернет-соединения.
1 января 2018 года игра претерпела крупное обновление, получив номер версии 2.00, в котором получила много новых треков, изменённую цветовую схему интерфейса, а также поменяла название на 2018 Prime 2. Актуальный патч — 2.05.1, вышедший 26 марта 2019 года, даёт доступ ко всему контенту, который есть в игре, без необходимости использования профиля и отключает возможность игры в онлайн-режиме. Серверы игры были отключены 28 марта 2019 года.

### Pump It Up XX (20Anniveth rsary Version) / Январь 2019
16 октября 2018 года на официальном YouTube-канале разработчиков AndamiroPR появилось короткое видео, названое первым тизером новой игры в серии. Помимо персонажей и логотипов старых игр, в конце была указана дата релиза — январь 2019 года и упоминание о том, что второй тизер будет показан в ноябре 2018 года. Второй тизер появился на канале 13 ноября 2018 года и уже содержит подробную информацию о предстоящем релизе, включая новые композиции. Демонстрационная версия игры была показана на выставке IAAPA Attractions Expo 2018 в Орландо, США. Локейшн-тест в Корее состоялся 14 декабря 2018 года, а релиз — 7 января 2019 года.
Ключевое отличие этой версии от предыдущих — появление системы онлайн-матчинга (изначально нерабочей, но включенной вместе с первым патчем), которая позволит игрокам со всего мира, играющим одинаковые уровни, играть друг против друга на результат. Можно считать данную систему дальнейшим развитием системы соперников (rivals) из предыдущей версии игры. Из игры пропала поддержка SD, остался только вывод изображения в HD-режиме (720p или 1080p). Другие нововведения — система званий, которые открываются за выполнение разных условий, по аналогии с другими системами достижений в разнообразных компьютерных играх, переоценки и корректировки сложностей огромного количества степчартов, а ещё возможность открытия новых сложностей и треков без необходимости открывать веб-сайт и покупать их за игровую валюту, потому что теперь они открываются по окончании игровой сессии сами при выполнении определенных условий.
Актуальный патч — 2.08, вышедший 21 апреля 2022 года.